# Intel 80188
Intel 80188 là một phiên bản của vi xử lý Intel 80186 với 8 bit bus dữ liệu ngoài, thay vì 16 bit. Điều này làm giá của nó ít tốn kém hơn để kết nối với các thiết bị ngoại vi. Từ khi 80188 rất giống với 80186, nó có thể thực hiện 1 triệu thủ tục mỗi giây. 
Giống 8086, 80188 có 4 thanh ghi bộ nhớ 16 bit, cũng có thể truy cập 8 thanh ghi 8 bit. Nó còn bao gồm hơn 6 thanh ghi 16 bit.
Cũng như 8086, bộ xử lý bao gồm 16-bit thanh ghi phân mảnh cho phép truy cập hơn 64 KiB của bộ nhớ, là giới hạn của kiến trúc 16-bit, bằng cách xuất hiện một giá trị offset, sau khi dời 4 bit qua trái, đến giá trị của thanh ghi khác. Cách làm này cung cấp 1 MiB địa chỉ bộ nhớ truy cập được, giá trị này trong thời gian đó, vượt xa những gì mà tổng bộ nhớ máy tính cần tới.